# Ħamrun Spartans FC
Ħamrun Spartans Fotbal Club este un club de fotbal din Ħamrun, Malta. Echipa susține meciurile de acasă pe Stadionul Victor Tedesco cu o capacitate de 1.800 de locuri. Din 1907 când a fost fondată, Ħamrun Spartans a câștigat nouă campionate.

### Site oficial
- Oficial website

### Site media
- Youth Nursery website